# Cabonline Group
Cabonline Group är ett holdingbolag inom transportnäringen och har Sveriges största, rikstäckande taxiorganisation med representation i närmare 40 städer. I Cabonline ingår bland annat taxibolag som Taxi Kurir, Sverigetaxi och Taxi Skåne. Cabonline är därmed Skandinaviens största taxiorganisation och består totalt av cirka 5 500 anslutna fordon.
Förutom Taxi Kurir, som finns på närmare 40 företag i Sverige samt ytterligare 11 orter i Norge och Danmark, ingår även följande varumärken:
- Sverigetaxi (som finns i Stockholm, Göteborg, Uppsala och Skåneregionen)
- Taxi Skåne
- TOPCAB
- Botkyrka Taxi
- TaxiCard

Cabonline Group hette ursprungligen Fågelviksgruppen och byggdes upp av entreprenören och sedermera "taxikungen" Rolf Karlsson. Under åren har löner och arbetsvillkor kritiserats av förarna och 2015 togs det upp i P1-dokumentären Taxikungen. Organisationen Taxi för Bättre Villkor hävdade att verksamheten karaktäriseras av ”Skandalöst låga löner, ingen semesterersättning, ingen tjänstepension, ingen sjukersättning eller föräldraledighet”, vilket har tillbakavisats av Svenska Taxiförbundet Rolf Karlsson. Omsättningen var runt 4,7 miljarder kronor år 2014.
År 2015 sålde Rolf Karlsson koncernen till det amerikanska riskkapitalbolaget H.I.G. Capital. Enligt Svenska Dagbladet var köpesumman 2–3 miljarder kronor. År 2016 bytte Fågelviksgruppen namn till Cabonline Group.